# Nasiha Kapidžić-Hadžić
Nasiha Kapidžić-Hadžić est une écrivaine et poète bosniaque. Elle est née le 6 novembre 1931 à Banja Luka en Yougoslavie (maintenant la Bosnie-Herzégovine) et morte le 22 septembre 1995  à Sarajevo en Bosnie-Herzégovine.

## Biographie
Elle a terminé l'école primaire et secondaire à Banja Luka et l'Université de Philosophie à Belgrade.

## Œuvres
Elle a travaillé comme professeur et producteur de radio pour les spectacles pour enfants.
Sa littérature est destinée aux enfants. Elle a même publié deux manuels pour les écoles élémentaires.

### Chanson
- Maskenbal u šumi, chanson, 1962
- Vezeni most, chanson, 1965
- Od zmaja do viteza, anthologie, 1970 et 1981
- Skrivena priča, chanson, 1971
- Poslanica tiha, chanson, 1972
- Od tvog grada do mog grada, chanson, 1975
- Šare djetinjstva, chanson, 1977
- Liliput, chanson, 1977
- Lete, lete laste, chanson, 1981
- Vrbaska uspavanka, chanson, 1981

### Théâtre
- Kad si bila mala, 1973
- San o livadici, pièce radiophonique pour enfants, 1974
- Glas djetinjstva, pièce radiophonique pour enfants, 1975
- Događaj u loncipunumu, pièce radiophonique pour enfants, 1977
- Glas djetinjstva, pièce dramatique pour petits enfants, 1978
- Dječija pozornica, pièce, 1982
- Svjetlič, svraka i lisica, 1986

## Récompenses
- "Dvadeset-sedmojulska nagrada"
- "Veselin Maslesa"